# Bloomingdale, Ohio
Bloomingdale là một làng thuộc quận Jefferson, tiểu bang Ohio, Hoa Kỳ. Năm 2010, dân số của làng này là 202 người.

## Dân số
- Dân số năm 2000: 221 người.
- Dân số năm 2010: 202 người.